# Mario Ludovico Quarini
Mario Ludovico Quarini (Chieri, 1736 – Torino, 1800) è stato un architetto italiano.
Esponente del barocco piemontese, allievo e poi aiutante di Bernardo Antonio Vittone, autore di vari progetti tra i quali si ricordano le facciate della chiesa di San Filippo  e chiesa di San Bernardino a Chieri, la chiesa dell'Assunta a San Benigno Canavese, chiesa dell'Annunziata ed il duomo a Fossano, il campanile della Chiesa di San Biagio a Buttigliera d'Asti, interventi al Castello di Moncalieri, all'Abbazia di Fruttuaria e nella chiesa del convento dell'Annunziata di Torino (delle monache "celestine" o "turchine", dal colore della veste; l'altare maggiore di tale chiesa è attualmente visibile nella parrocchiale di San Maurizio Canavese).